# Rhys Williams
Rhys Williams, född den 27 februari 1984 i Cardiff, är en brittisk friidrottare som tävlar i häcklöpning.
Williams genombrott kom när han blev europamästare för juniorer 2003 på 400 meter häck. Han deltog även vid VM 2005 där han blev utslagen i semifinalen. Vid Samväldesspelen 2006 slutade han fyra. Vid EM 2006 i Göteborg blev han bronsmedaljör på 400 meter häck och han blev även silvermedaljör som en del av det brittiska stafettlaget på 4 x 400 meter.

## Personligt rekord
- 400 meter häck - 49,09